# Saint-Remy (Vosges)
Saint-Remy ist eine auf 350 Metern über Meereshöhe gelegene französische Gemeinde im Département Vosges in der Region Grand Est (bis 2015 Lothringen). Sie gehört zum Kanton Raon-l’Étape im Arrondissement Saint-Dié-des-Vosges.

## Lage
Das Gemeindegebiet wird im Osten vom Flüsschen Valdange durchquert.
Saint-Remy grenzt im Nordwesten, im Norden und im Nordosten an Étival-Clairefontaine, im Südosten an Nompatelize, im Süden an La Salle, im Südwesten an Jeanménil und im Westen an Saint-Benoît-la-Chipotte.

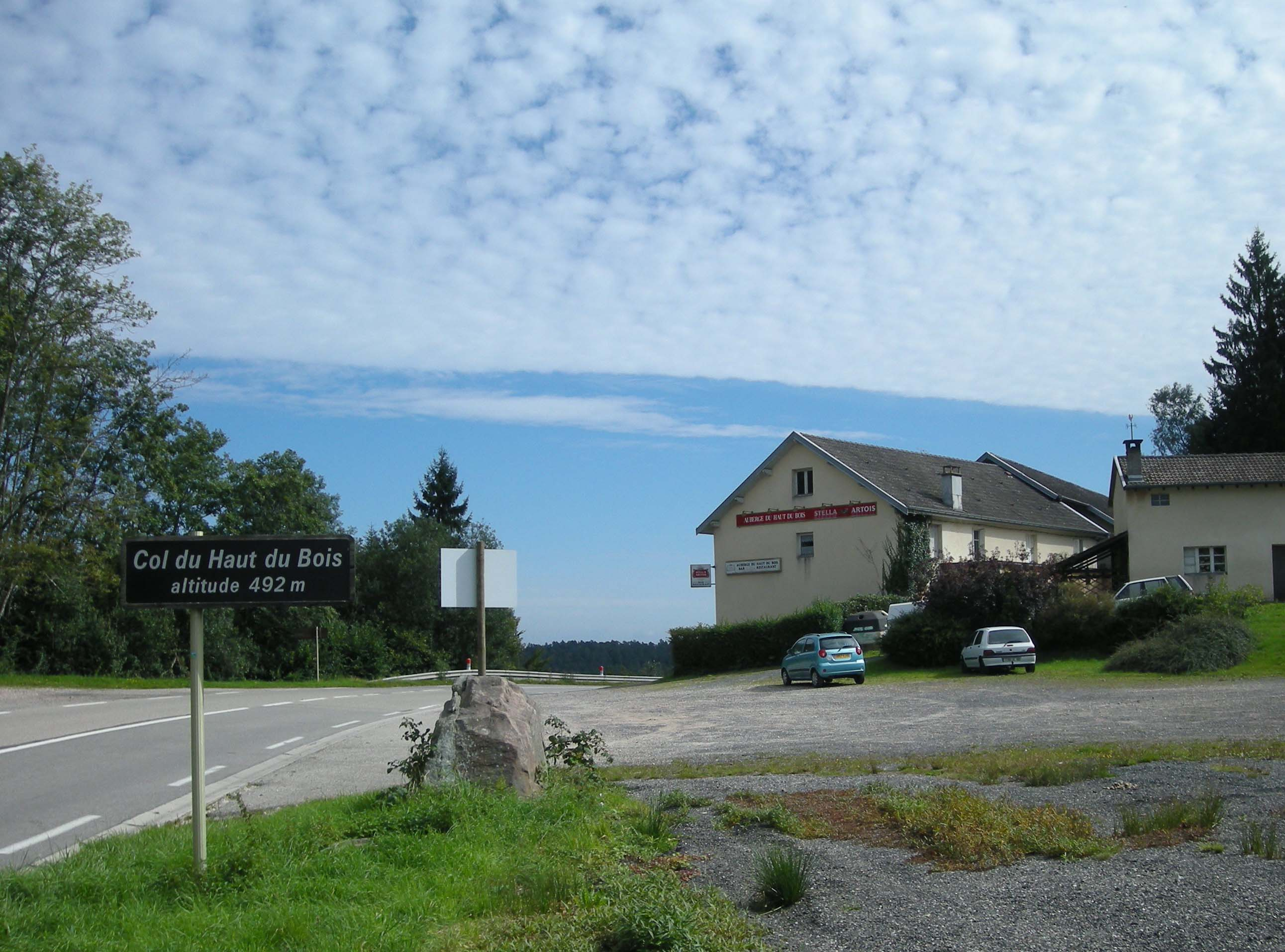
Pass Col du Haut du Bois
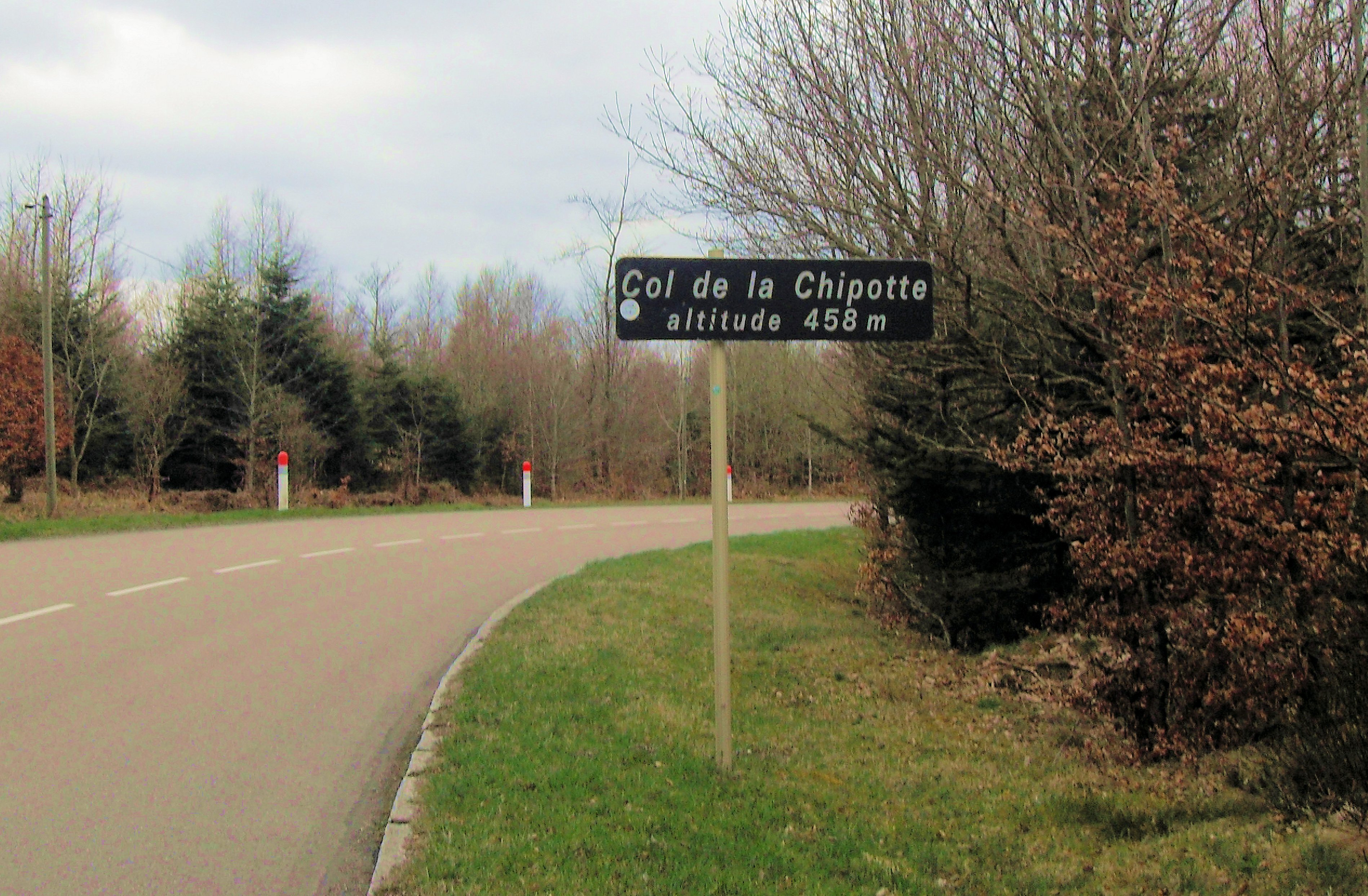
Pass Col de la Chipotte
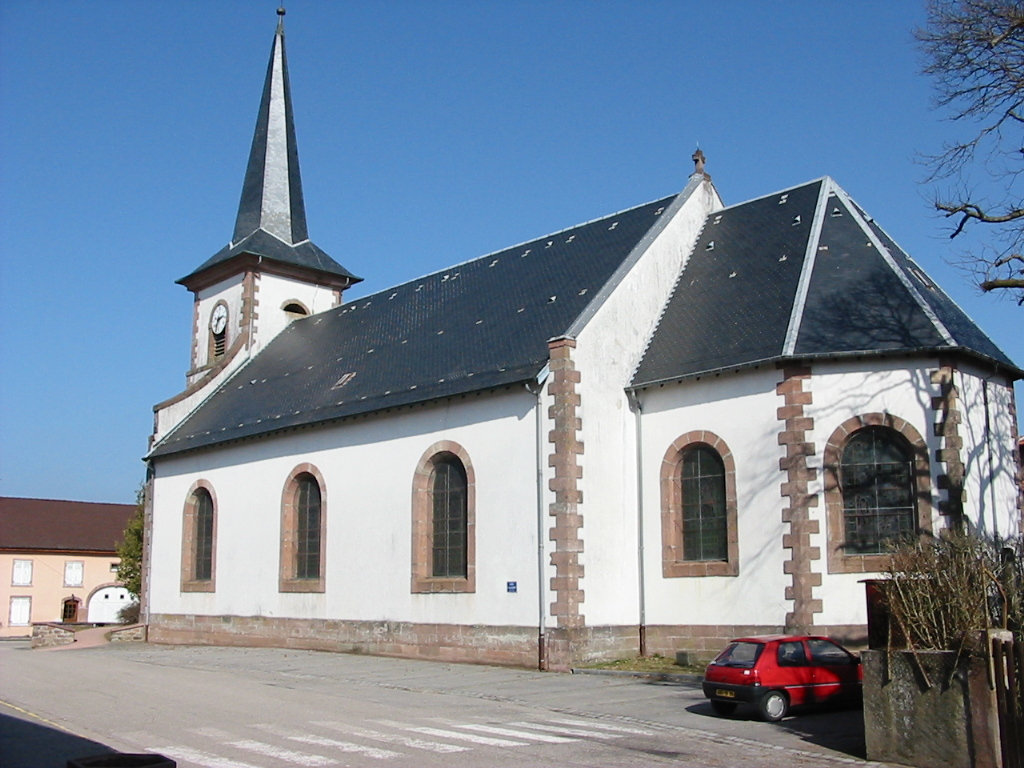
Kirche Saint-Remy

## Bevölkerungsentwicklung
| Jahr      | 1962 | 1968 | 1975 | 1982 | 1990 | 1999 | 2008 | 2014 |
| --------- | ---- | ---- | ---- | ---- | ---- | ---- | ---- | ---- |
| Einwohner | 317  | 295  | 342  | 360  | 418  | 428  | 505  | 518  |